# アリストロキア・サルバドレンシス
アリストロキア・サルバドレンシス（学名：Aristolochia salvadorensis）はウマノスズクサ科ウマノスズクサ属の常緑低木。花の形が、映画「スター・ウォーズ」に登場する「ダース・ベイダー」のマスク（仮面）に似るとされる。
種小名は原産地の一つエルサルバドルに因む。

## 特徴
樹高3–5 m。古い茎は木質化してコルク質を発達させ、樹皮は縦芳香に溝が走る。葉は楕円状で葉先は尖り、全縁で縁辺は波打つ。葉柄は短く、互生する。花は幹生花で、株元近くから細長く伸びる花茎の先に花をつける。花弁のように見える萼は径4 cmほどで左右相称。萼筒中心付近に2つの白い穴があり、昆虫を誘引するための目印と考えられている。この穴から花の基部へ昆虫が入り受粉する。萼の下側は浅く3裂するが、先端はあまり伸びない。1つの花の寿命は1週間ほどだが、次々に開花する。種子にはアリが好むエライオソームがあり、アリによって種子が拡散される。

## 分布と生育環境、利用
エルサルバドル、グアテマラ原産。熱帯雨林に生育する。
日本国内各地の植物園において温室内で栽培され、特異な花の形状が話題にされる。

## ギャラリー
アリストロキア・サルバドレンシス
（2025年3月 東京都調布市 神代植物公園）
- 互生する葉
- 地際に咲く花
- 花と蕾
- 本種（左）および同属のアリストロキア・トリカウダタ（右）の植栽